# Ernst Petersen
Pour les articles homonymes, voir Petersen.
Ernst Petersen, né à Fribourg-en-Brisgau le 6 juin 1906 et mort à Ihringen le 30 mars 1959 , est un architecte et acteur allemand.

## Biographie
Bien qu’il soit un architecte réputé et que plusieurs de ses bâtiments soient aujourd'hui des monuments nationaux, Ernst Petersen est surtout connu pour avoir été acteur dans quatre films, tous des films de montagne dans lesquels il eut Leni Riefenstahl comme partenaire. À Berlin, dans le quartier de Schmargendorf, il a construit en 1936 la maison de cette dernière, la Villa Riefenstahl (de), aujourd'hui monument historique.
Petersen est un neveu du réalisateur et pionnier du cinéma de montagne Arnold Fanck sous la direction duquel il a joué dans ses quatre films.

## Filmographie
- 1926 : La Montagne sacrée (Der heilige Berg) : Vigo
- 1928 : Le Drame du Mont-Cernin (Der Kampf ums Matterhorn) : Hadow
- 1929 : L'Enfer blanc du Piz Palü (Die weiße Hölle vom Piz Palü) : Hans Brandt
- 1930 : Tempête sur le mont Blanc (Stürme über dem Mont Blanc)